# Aaron Heap
Aaron Heap (sinh ngày 14 tháng 5 năm 2000) là một cầu thủ bóng đá người Anh thi đấu cho Oxford United, ở vị trí tiền vệ.

## Sự nghiệp
Heap bắt đầu sự nghiệp cùng với Kidlington, ký hợp đồng với Oxford United vào tháng 4 năm 2016. He có màn ra mắt vào ngày 6 tháng 11 năm 2018, ở EFL Trophy.